# Chiesa dei Santi Fermo e Rustico (Presezzo)
La chiesa dei Santi Fermo e Rustico è la parrocchia di Presezzo, in provincia e diocesi di Bergamo, facente parte del vicariato di Mapello-Ponte San Pietro.

## Storia
Una antica chiesa indicata già nel sinodo di Bergamo voluto dal neoeletto vescovo Giovanni da Scanzo nel 1304, venne citata e rappresentata dal "“presbiter Iunius”. Nuovamente citata nel 1360 nel “nota ecclesiarum” ordinato da Bernabò Visconti che voleva conoscere i benefici di ogni chiesa e monastero del territorio orobico per poter poi definire i tributi che dovevano essere versati per la famiglia Visconti di Milano e per la chiesa romana.
Nel 1666 la chiesa fu inserita nel Sommario delle chiese di Bergamo, elenco redatto dal cancelliere della curia vescovile Giovanni Giacomo Marenzi
La prima pietra di un nuovo edificio di dedicato ai santi Fermo e Rustico fu posata il 9 agosto 1875 dal vescovo Pietro Luigi Speranza. Me l 1967 fu posto al centro del presbiterio l'altare comunitario per l'adeguamento liturgico delle chiese in ottemperanza alle direttive dettate dal Concilio Vaticano II in marmo scolpito.
Con decreto dei 27 maggio 1979 del vescovo di Bergamo Giulio Oggioni la chiesa fu inserita nella vicaria locale di Mapello-Ponte San Pietro.

## Descrizione

### Esterno
La chiesa con orientamento a sud, si presenta in stile palladiano e si affaccia un ampio sagrato con pavimentazione in pietra. La facciata è anticipata dal pronao a tre campate con colonne coronate da capitelli d'ordine corinzio che sorreggono l'architrave e il grande timpano triangolare. Lesene e contro-lesene laterali reggono la trabeazione.
Lateralmente due corpi che si raccordano con il gruppo centrale con cornici. La parte superiore presenta il gruppo in pietra che rappresenta il Redentore con due angeli e i santi Fermo e Rustico a cui la chiesa è intitolata. La parte superiore della facciata termina con la gronda, sovrastata da angeli che reggono il calice e la croce.

### Interno
Internamente la chiesa si presenta a unica navata che si sviluppa su quattro campate con la volta a tutto sesto, illuminata da tre finestre che si uniscono alla volta con le strombature. L'aula ha gli altari dedicati alla Madonna del Santissimo Rosario, al Sacro Cuore di Gesù e all'Immacolata Concezione.
Il presbiterio a cui si accede da cinque gradini con copertura da tazza circolare è completato del coro absidale con copertura a volta.